# Karl Plattner

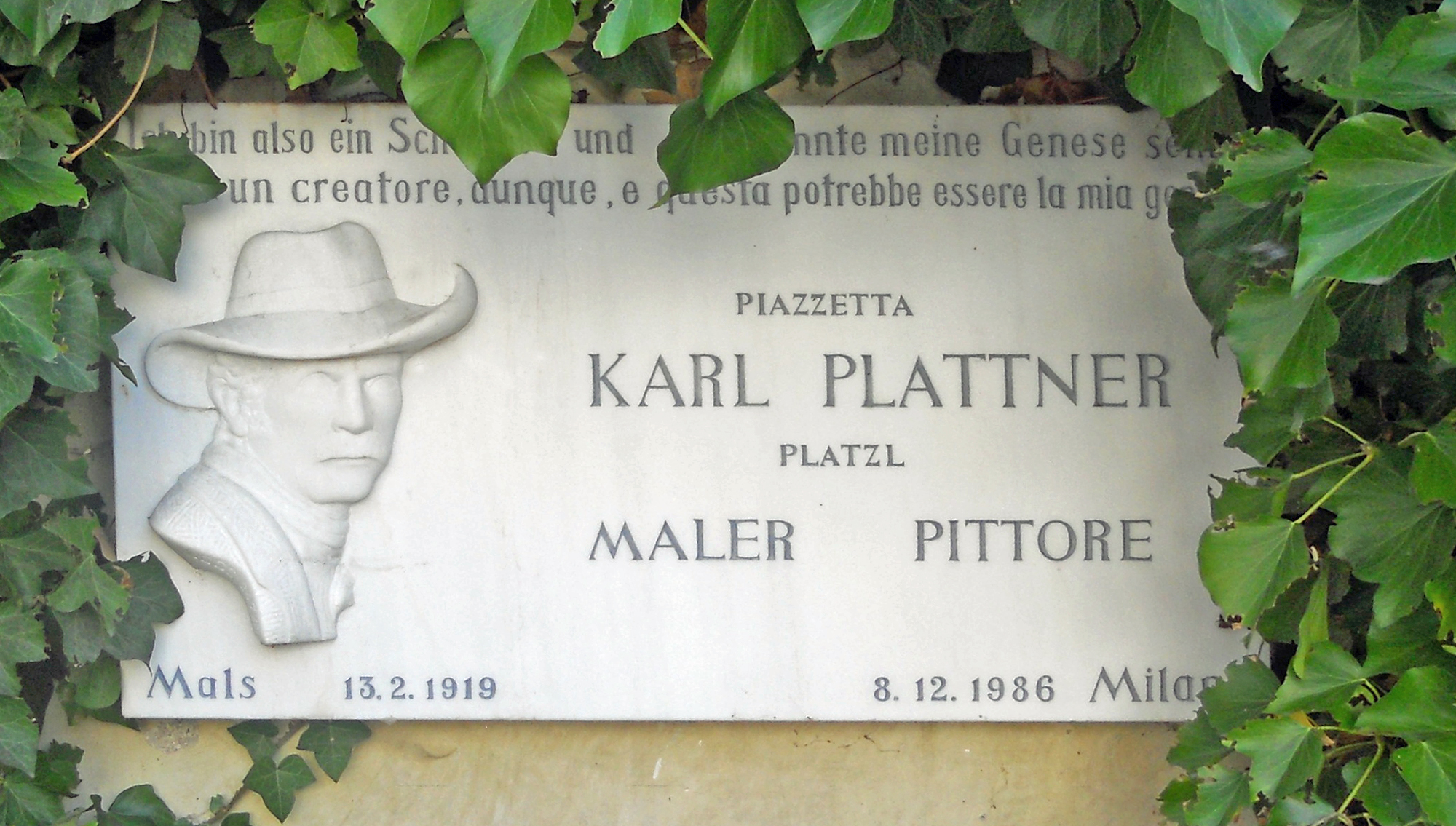
Gedenktafel am Karl-Plattner-Platzl in Mals

Karl Plattner (* 13. Februar 1919 in Mals; † 8. Dezember 1986 in Mailand) war ein Südtiroler Maler und Freskant.

## Leben

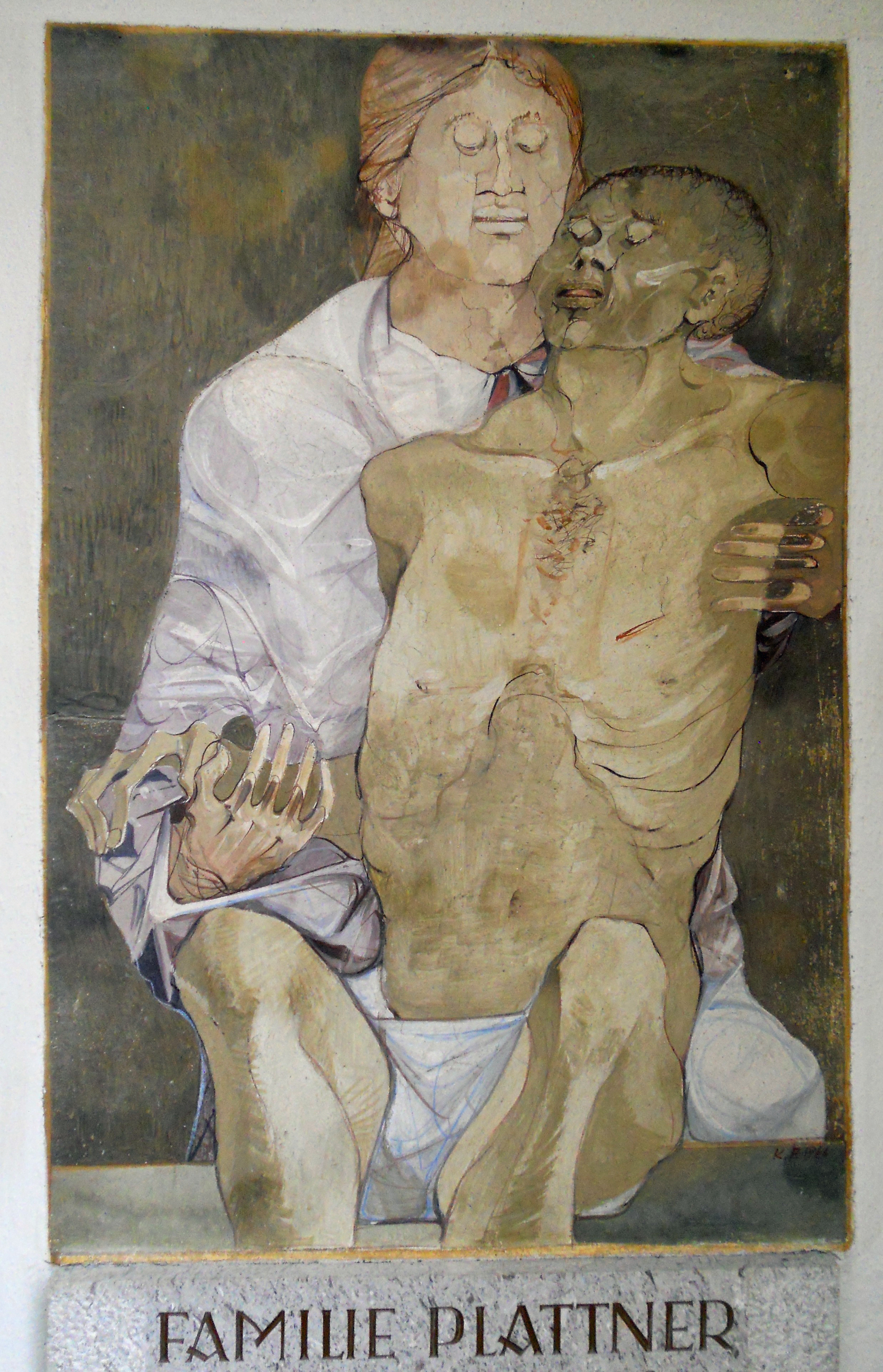
Fresko am Familiengrab Plattner in Mals

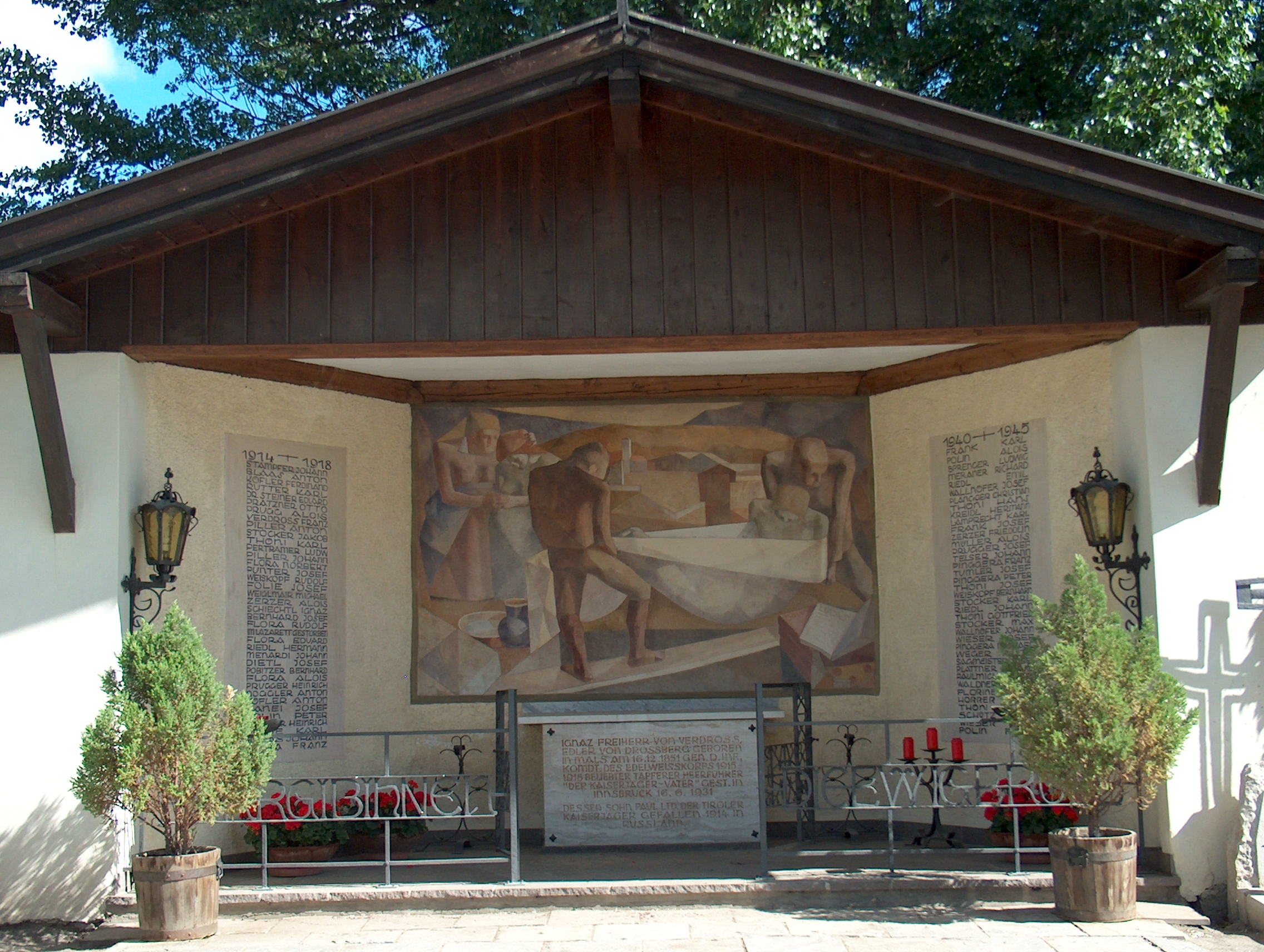
Kriegerdenkmal Mals mit Fresko von Karl Plattner

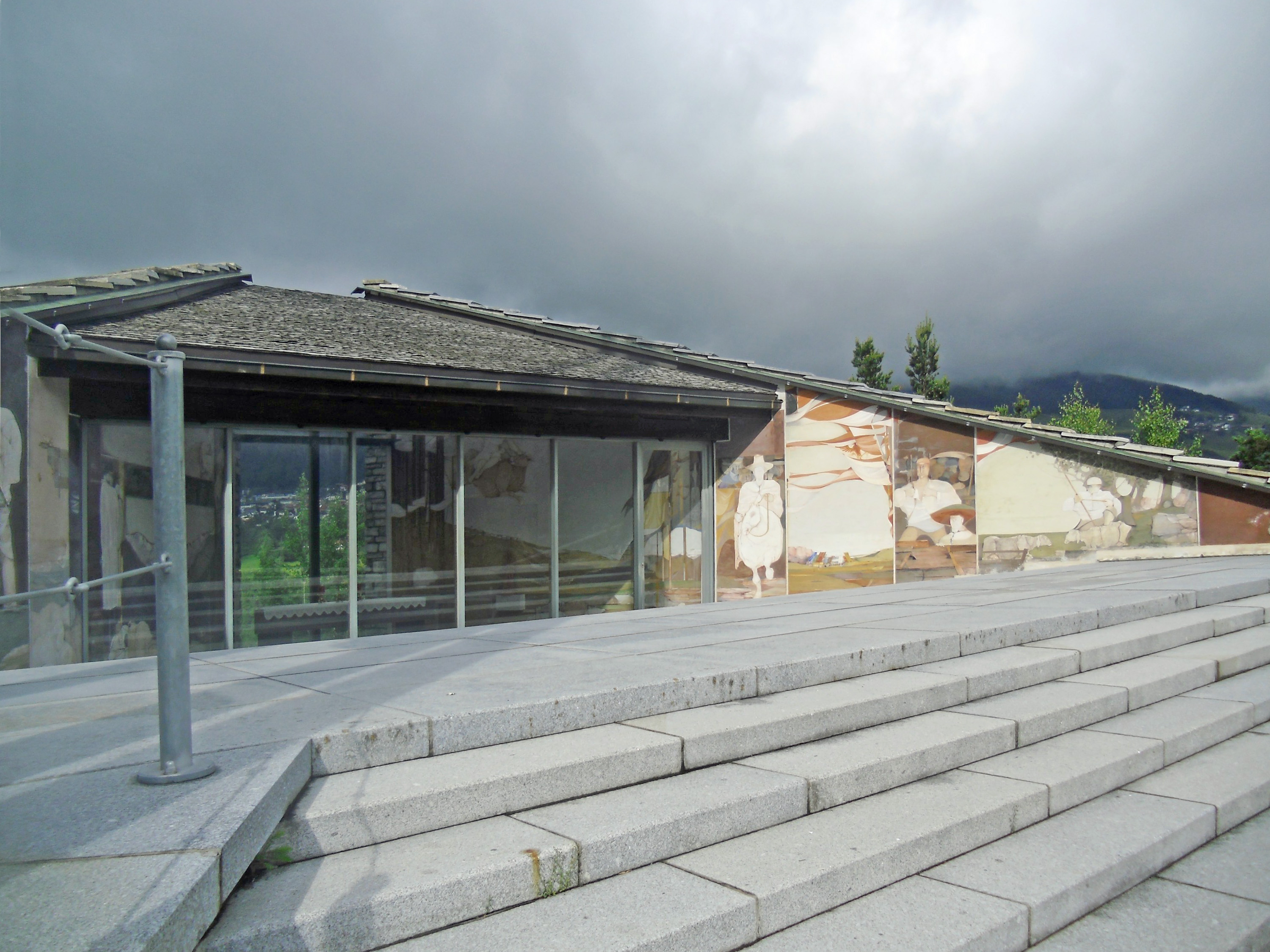
Fresken an der Europakapelle

Plattner wurde 1919 als letztes von zehn Kindern im Obervinschgau geboren. Als er vier Jahre alt war, verlor er seinen Vater, und die Mutter, zu der er eine starke Bindung hatte, übernahm die Familienregie. Seine Familie unterstützte ihn in seinem Wunsch, Maler zu werden. Dennoch begann er 1935 zunächst eine Lehre als Anstreicher in Mals und später in Brixen. Dort lernte er Sebastian Fasal, Professor der Akademie der bildenden Künste Wien, kennen und erlernte bei ihm in zweijähriger Begleitung die Freskomalerei.
1943 besuchte er für sechs Monate die Berliner Kunstakademie, bevor er Soldat in der deutschen Wehrmacht wurde. Bei Livorno geriet er in amerikanische Kriegsgefangenschaft. Ab 1946 setzte er seine Studien in Florenz und Mailand fort, hier an der Akademie Brera. 1949 ging er nach Paris. Er arbeitete bereits an öffentlichen Aufträgen für Freskomalereien in Südtirol.
Inzwischen verheiratet, ging er mit seiner Frau 1952 nach Brasilien. Hier erhielt er bedeutende Aufträge und hatte Ausstellungen in  Rio de Janeiro und São Paulo. 1954 kam er wegen des Wettbewerbs für das große Wandbild im Sitzungssaal des Südtiroler Landtagsgebäudes zurück nach Bozen und führte auch Vorarbeiten dazu in Paris aus. 1956 ging er für weitere zwei Jahre nach Brasilien, wo er weitere öffentliche Aufträge erhielt.
Nach seiner Rückkehr war er an der künstlerischen Ausgestaltung des von  Clemens Holzmeister entworfenen Großen Festspielhauses von Salzburg beteiligt. Die Wandmalereien im Foyer zu den Seitenlogen im Rang rechts stammen von ihm.
1961 übersiedelte Plattner mit seiner inzwischen vierköpfigen Familie nach Tourrettes-sur-Loup in Südfrankreich. Von 1963 bis 1978 lebte er in Mailand. Von hier aus führte er die Aufträge zur Freskierung der von Hubert Prachensky erbauten Europakapelle an der Europabrücke der Brennerautobahn und der Versicherungsgesellschaft Austria AG in Wien aus.
Ab Mitte der 1960er Jahre konzentrierte sich Plattner auf Tafelmalerei und Grafik. Ab 1978 wieder in Paris befielen ihn Depressionen und Einsamkeit, und seine Schöpferkraft ließ nach. Anlässlich einer medizinischen Kontrolle 1986 in Mailand schied Plattner dort freiwillig aus dem Leben.

## Wirken
Neben den Arbeiten, meist Fresken, aus vierzehn großen öffentlichen Aufträgen hinterließ Plattner ein umfangreiches Werk an Malerei und Grafik. Zum Beispiel umfassen seine graphischen Arbeiten 253 Titel, Lithographien und Radierungen in Schwarzweiß und Farbe.
Seinen Werken liegt jeweils eine durchdachte Bildstruktur zugrunde, es herrschen klare Flächenbegrenzungen vor, und er zeigt eine Vorliebe für große chromatische Felder.  Der Dreidimensionalität, zum Beispiel in Architekturelementen, steht häufig die reine Fläche gegenüber. In kühler Ästhetik sind nicht selten menschliche Probleme wie Isolation, Kommunikationslosigkeit und Tod sein Thema. In über drei Jahrzehnten blieb er sich in seinem Stil treu. Es finden sich keine experimentierenden Abweichungen. Von der Polarisierung seiner Zeit zwischen abstrakter und gegenständlicher Malerei unbeirrt verfolgte er seine figürliche Bildform, in die aber zuweilen auch abstrakte Elemente eingebunden sind.
Karl Plattner gilt als eine der herausragendsten Künstlerpersönlichkeiten der Nachkriegszeit in Südtirol. Seine Werke befinden sich in wichtigen Sammlungen in Europa und Amerika.

## Auszeichnungen
21 zum Teil bedeutende Preise und Auszeichnungen in Italien, Österreich und Deutschland stehen für seine Anerkennung, darunter
- 1966 Burda-Preis für Malerei
- 1976 Österreichische Ehrenzeichen für Wissenschaft und Kunst
- 1985 Tiroler Landespreis für Kunst

## Werke (Auswahl)
- 1951 – Pietà[2]
- 1954 – Großes Wandbild im Sitzungssaal des Landtagsgebäudes in Bozen
- 1960 – Salzburg, seine Erbauer und seine Musik, Mischtechnik auf Holzplatten, Großes Festspielhaus in Salzburg[3]
- 1964 – Freskenzyklus an der Europakapelle bei der Europabrücke
- 1965 – Nächtliches Zwiegespräch[4]
- 1966 – Fresko für das Plattnersche Familiengrab auf dem Friedhof Mals
- 1967 – Vietnam[5]
- 1971 – Fra due finestre[6]